# Радови на цести
Радови на цести је десети студијски албум рок групе Забрањено пушење, објављен 10. октобра 2013. године у издању Кроација рекордса, Тропика и Далас рекордса. Албум је снимљен у студију Плави Филм у Загребу.
Најпознатија песма са албума је песма "Бошко и Адмира", инспирисана стварним особама и несретном окончању њихових живота.

## Промоција
Спот за "Бошко и Адмира" снимљен је са Жаретом Батиновићем као редитељем и писцем и објављен је на њиховом Јутјуб каналу 6. априла 2013. године.
Дана 2. октобра 2013. бенд је објавио други сингл под називом „Ти волиш сапунице“ на свом Јутјуб каналу. Спот у режији Жаре Батиновића сниман је у Сарајеву од 31. августа до 1. септембра 2013. Сејо Сексон игра главну мушку улогу, док је Николина Јелисавац главну женску улогу.
Дана 27. маја 2015. објавили су спот за песму "Три киле, три године" на свом Јутјуб каналу. Бенд је 20. јуна 2016. објавио пети видео албума. То је за песму "Класа оптимист". Спот за песму „Кафана код Кеке“ објављен је 26. јануара 2017.

## Списак песама
Референца: Discogs
| №               | Назив                                                                          | Аутор(и)                 | Аранжман             | Трајање |  |
| 1.              | У Твоје име                                                                    | Давор Сучић              | Сучић Антун Ловић    | 2:51    |  |
| 2.              | Три киле, три године                                                           | Сучић Ловић              | Сучић Ловић          | 4:01    |  |
| 3.              | Ти волиш сапунице                                                              | Сучић Ловић              |                      | 3:16    |  |
| 4.              | Кафана код Кеке                                                                | Сучић Ловић              | Сучић Ловић          | 3:53    |  |
| 5.              | Бошко и Адмира                                                                 | Сучић Ловић Марко Вестић | Сучић Ловић Вестић   | 5:34    |  |
| 6.              | Реци да свему                                                                  | Сучић Ловић              | Сучић Ловић          | 4:27    |  |
| 7.              | Мафија                                                                         | Сучић Ловић              | Сучић Ловић          | 3:27    |  |
| 8.              | Лав                                                                            | Сучић Ловић              | Сучић Ловић          | 4:35    |  |
| 9.              | Егзотичне љепотице истока (или Како је почела Револуција у касаби Доњи Мејдан) | Сучић Ловић              | Ловић Бранко Трајков | 4:39    |  |
| 10.             | Класа Оптимист                                                                 | Сучић Ловић Trajkov      |                      | 3:51    |  |
| 11.             | Непријатељ                                                                     | Сучић Ловић              | Ловић                | 4:26    |  |
| Укупно трајање: | Укупно трајање:                                                                | Укупно трајање:          | Укупно трајање:      | 45:00   |  |

## Извођачи и сарадници
Пренето са омота албума.
| Забрањено пушење - Давор Сучић – вокал, гитара, пратећи вокал - Тони Ловић – електрична и акустична гитара - Бранко Трајков – бубњеви, удараљке, акустична гитара, пратећи вокал - Роберт Болдижар – виолина, клавијатуре, пратећи вокал - Паул Кемпф – клавијатуре - Дејан Орешковић – бас-гитара Гостујући музичари - Анте Пргин "Сурка" – пратећи вокал (песма бр. 2), труба (песма бр. 2, 3) - Ромео Кржељ "Роки" – пратећи вокал (песма бр. 5) - Ненад Борић – бубњеви | Продукција - Давор Сучић – продукција - Тони Ловић – програмирање, инжењеринг звука, миксање, продукција (Студио Плави Филм у Загребу) - Џон Дејвис – мастеринг (Метрополис Мастеринг у Лондону) - Дарио Витез – извршна продукција Дизајн - Анур Хаџиомерспахић – дизајн омота (Агенција Идеологија из Сарајева, БиХ) - Саша Миџор Сучић – фотографија |

## Пријем
Радови на цести је добио позитивне критике критичара. Петар Костић дао је албуму позитивну рецензију наводећи да „производ талента, храбрости и бескомпромисности мора бити квалитет“.